# 大隅鉅子
大隅鉅子（日语：オースミタイクーン），是日本純種競賽馬匹。生涯活躍於短途一哩賽事，曾於1997年勝出讀賣盃及人馬錦標。

## 出賽前
1993年10月14日出生於愛爾蘭威克洛郡威克洛Barronstown Stud，成長途中被日本馬主山路秀則購入並引入日本。
其後交由栗東訓練中心練馬師武邦彥訓練。

## 競賽生涯

### 4歲（現3歲）
1994年1月出戰阪神競馬場4歲新馬戰，比賽初段一直維持在第三的位置推進，於通過彎道時逐步發力取得主動權，進入直路後隨即展開衝刺大幅加速，最終以6馬位的絕對優勢取得首勝。
其後出戰條件戰日本辛夷賞，本次比賽繼續採用前置戰術，維持在約莫第五推進，但於直路上未能迅速展現加速力，最終以第三落敗。
而賽後，其更被發現出現骨折的情況，因而進入長期休養，在年間餘下時間均沒出賽。

### 5歲（現4歲）
1995年4月復出出戰4歲以上500萬獎金以下條件戰，因初出狀態不佳下未能在比賽途中展現良好反應，最終僅跑獲第六。
然而其後狀態迅速調整過來，繼續於條件戰中打拼下成功於六場賽事中取得五場冠軍，餘下未能勝利的保津峽特別亦可跑出第五的入板戰績。

### 6歲（現5歲）
1996年年初首度挑戰公開賽洛陽錦標，一直維持在第四的有利位置下於直路開始上前，但在直路上未能追上Fuji One Man Cross下被對手拉開落敗。
2月4日出戰東京新聞盃，比賽初段選擇留後等待時機，但於通過彎道前的一段路程上受到前方騎師墮馬的Nihonpillow Prince影響，節奏被打亂下始終無法重新加速上前，最終以第十大敗。
其後出戰讀賣盃，繼續選擇後置戰術下一直保持在約莫第十三、四位的位置推進，但於通過彎道進入直路時遭遇不利的局面，因而在直路上未能全力加速而僅跑獲第六。
因在兩場分級賽中的失利，陣營安排其返回公開賽級別的賽事調整並出戰韓國馬事會盃，最終以變奏方式上前下在直路瞬間衝出，以不俗的末腳速度超越對手取得冠軍。
4月20日繼續出戰公開賽以栗東錦標作為目標，於比賽途中保持於前方第四的位置穩步推進，同時在彎道處開始發力透出。進入直路後，其仍然於內欄位置保持不俗的走勢，繼續衝刺爆發末腳速度下成功拉開對手，以1 3/4馬位優勢取得勝利。
取得連勝後，陣營決定安排其挑戰分級賽，然而於京阪盃、安田紀念及寶塚紀念中均未能維持水準，最終所有賽事都以兩位數戰績作結。

### 7歲（現6歲）
1997年於休息大半年後重返賽場出戰讀賣盃，同時改由練馬師武邦彥四子武幸四郎策騎。比賽開始後，其穩定地取位並保持在第七左右的位置，於比賽途中一直處於有遮擋的狀態等待時機。進入直路後，其隨即抽出外檔位置進行望空，逐步啟動衝刺下跑出優秀的速度，一舉衝出下成功取得領先，最終亦能戰勝於外檔壓迫的皇家鈴鹿，取得首個分級賽冠軍。同時，是次賽事不僅是騎師出道2天的武幸四郎的首場頭馬，更為其首場分級賽勝利，順帶一提，武邦彥、武豐、武幸四郎三父子先後以騎師身份勝出這項分級賽，實現「父子制霸」。

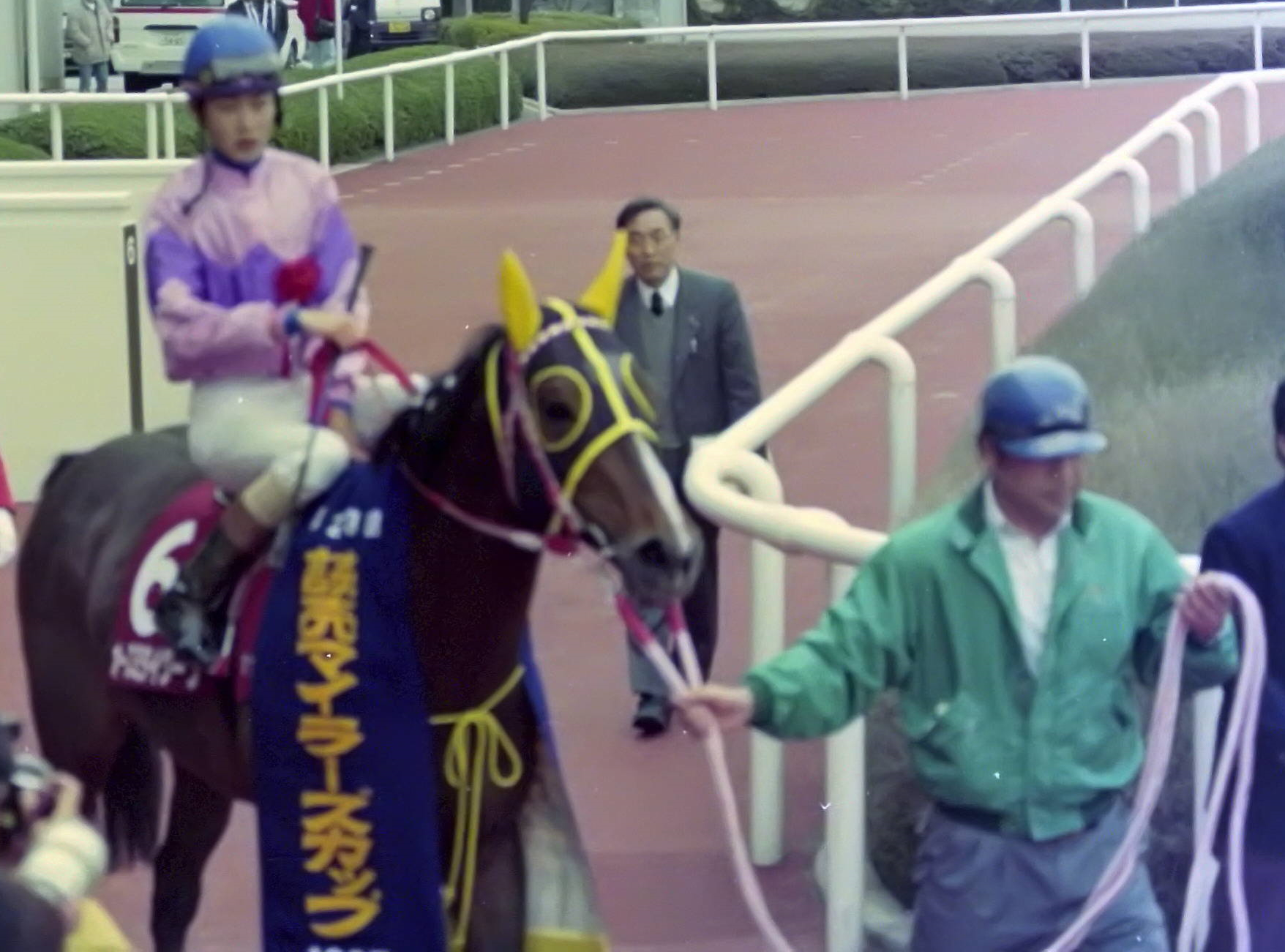
讀賣盃頒獎儀式

1個月後出戰打吡公爵挑戰盃，比賽初段留守在中團位置推進，於直路上逐步加速超前，但最終仍然未能迫近前方的皇家鈴鹿、越位陷阱及Osumi Max，最終取得第四的戰績。
6月上旬以葉森盃作為目標，本次比賽採取先行戰術，一直維持在第三的位置推進，於最後彎道稍微透出和前方賽駒平排。進入直路後，其接受騎師武幸四郎指揮開始加速，但一直未能在和Taiki Marshal的纏鬥中佔有上風，最終以頸位差距敗於對手取得第二。
夏季並未前方放草而是以北九州紀念作為目標，雖然比賽途中以不俗的姿態維持在先頭位置，但於直路上未能維持速度下失速墮後，最終跑獲第八。
入秋後以人馬錦標作為起動戰，比賽初段穩步維持在第九左右的位置，於第三、四彎道之間逐步透出取位。進入直路後，其在外檔位置逐步加速推進，最終超越前方所有賽駒取得勝利。
1個月後以天鵝錦標作為目標，本次比賽選擇維持在中團靠後位置，雖然最後彎道開始逐步向前推進，但在直路上仍然未能追上前方的對手，以第三的戰績完賽。
11月挑戰秋季大目標一哩冠軍賽，比賽初段一直處於最後方的位置，然而在直路上完全沒有衝刺的表現，最終以第十大敗。
年末增程出戰有馬紀念，採取後上戰術下保持在第十四左右逐步推進，於直路上開始由中後方位置徐徐而上，最終僅敗於御用律師、美麗週日、氣槽及羅生武士取得第五。

### 8歲（現7歲）
1998年仍然現役，年初選擇以京都紀念作為目標，但一直處於中團位置下未能迫近前方賽駒，最終亦以第八落敗。
3月重返一哩戰線出戰讀賣盃，保持於第六左右的位置下在彎道開始於推進，於直路初段成功望空。進入直路後，其奮力由所在位置逐步殺上，跑出全長最快末腳下超越大部分賽駒，可惜仍然被星期天壓制以第二落敗。
5月以京王盃春季盃作為目標，比賽初段處於第八的位置推進，通過彎道處時開始穿插上前，但在直路上的表現仍然敗於一早才前方透出的大樹快車，再度以第二落敗。
6月以安田紀念作為目標，然而受到大雨造成的爛地的影響，其始終未能展現加速力，最終以第十四大敗。
進入秋季後，其直接出戰一哩冠軍賽，但於其中僅跑獲第七，年末再度挑戰有馬紀念，但腳部出現以上下在第三彎道處經已墮後，最終大幅失速下以包尾第十六完賽。
賽後，醫療團隊對其進行詳細檢查並發現右前腳出現肌腱炎，考慮此情況及其年齡後，陣營決定安排其退役。

### 詳細賽績
| 日期       | 舉辦國家 | 馬場 | 距離   | 級別 | 賽事名稱             | 負重 | 騎師     | 馬號 | 出馬 | 名次 | 時間   | 頭馬（二馬）        |
| ---------- | -------- | ---- | ------ | ---- | -------------------- | ---- | -------- | ---- | ---- | ---- | ------ | ------------------- |
| 9/1/1994   | 日本     | 阪神 | 草1600 |      | 4歲新馬              | 55   | 武豐     | 4    | 13   | 1    | 1:37.6 | （Tasty Touch）     |
| 29/1/1994  | 日本     | 阪神 | 草1600 |      | 日本申夷賞           | 55   | 武豐     | 6    | 13   | 3    | 1:37.9 | Merci Stage         |
| 30/4/1995  | 日本     | 京都 | 泥1200 |      | 4歲500萬獎金以下     | 56   | 安田康彥 | 10   | 16   | 1    | 1:12.5 | Royal Monarch       |
| 16/7/1995  | 日本     | 小倉 | 草1800 |      | 由布院特別           | 57   | 武豐     | 9    | 11   | 1    | 1:47.4 | （Kinzan Star）     |
| 24/9/1995  | 日本     | 中山 | 草1800 |      | 印旛沼特別           | 57   | 武豐     | 1    | 12   | 1    | 1:49.4 | （Bandam Knight）   |
| 8/10/1995  | 日本     | 京都 | 草1600 |      | 保津峡特別           | 57.5 | 武豐     | 11   | 12   | 5    | 1:35.1 | Programe            |
| 22/10/1995 | 日本     | 東京 | 草1400 |      | 4歲以上900萬獎金以下 | 57   | 武豐     | 7    | 9    | 1    | 1:22.4 | （Seika Carrara）   |
| 5/11/1995  | 日本     | 京都 | 草1600 |      | 東山特別             | 57   | 武豐     | 6    | 11   | 1    | 1:34.8 | （Poppy Day）       |
| 16/12/1995 | 日本     | 阪神 | 草1600 |      | 奧克蘭賽馬會盃       | 57   | 武豐     | 12   | 16   | 1    | 1:34.8 | （Eishin Vox）      |
| 7/1/1996   | 日本     | 京都 | 草1600 | OP   | 洛陽錦標             | 55   | 河內洋   | 10   | 15   | 2    | 1:34.8 | Fuji One Man Cross  |
| 4/2/1996   | 日本     | 東京 | 草1600 | GIII | 東京新聞盃           | 55   | 小島太   | 1    | 16   | 10   | 1:35.4 | 步步雷霆            |
| 3/3/1996   | 日本     | 阪神 | 草1600 | GII  | 讀賣盃               | 57   | 田原成貴 | 2    | 14   | 6    | 1:34.2 | Nihonpillow Prince  |
| 23/3/1996  | 日本     | 中山 | 草1800 | OP   | 韓國馬事會盃         | 56   | 的場均   | 9    | 15   | 1    | 1:49.4 | （Sakura Candle）   |
| 20/4/1996  | 日本     | 京都 | 草1800 | OP   | 栗東錦標             | 57   | 武豐     | 10   | 15   | 1    | 1:46.2 | （Vessel King）     |
| 11/5/1996  | 日本     | 京都 | 草2200 | GIII | 京阪盃               | 57.5 | 幸英明   | 13   | 16   | 10   | 2:13.6 | 舞伴                |
| 9/6/1996   | 日本     | 東京 | 草1600 | GI   | 安田紀念             | 58   | 岸滋彥   | 13   | 17   | 11   | 1:33.9 | 步步雷霆            |
| 7/7/1996   | 日本     | 阪神 | 草2200 | GI   | 寶塚紀念             | 58   | 武豐     | 11   | 13   | 10   | 2:13.5 | 摩耶重炮            |
| 2/3/1997   | 日本     | 阪神 | 草1600 | GII  | 讀賣盃               | 57   | 武幸四郎 | 6    | 14   | 1    | 1:35.0 | （皇家鈴鹿）        |
| 5/4/1997   | 日本     | 中山 | 草1600 | GIII | 打吡公爵挑戰盃       | 58   | 武幸四郎 | 5    | 13   | 4    | 1:36.1 | 皇家鈴鹿            |
| 31/5/1997  | 日本     | 東京 | 草1800 | GIII | 葉森盃               | 58   | 武幸四郎 | 2    | 13   | 2    | 1:46.7 | Taiki Marshal       |
| 20/7/1997  | 日本     | 小倉 | 草1800 | GIII | 北九州紀念           | 58   | 武幸四郎 | 1    | 11   | 8    | 1:47.2 | Dandy Commando      |
| 28/9/1997  | 日本     | 阪神 | 草1400 | GIII | 人馬錦標             | 59   | 武幸四郎 | 1    | 14   | 1    | 1:21.0 | （Sugino Hayakaze） |
| 25/10/1997 | 日本     | 京都 | 草1400 | GII  | 天鵝錦標             | 58   | 武幸四郎 | 13   | 16   | 5    | 1:21.3 | 大樹快車            |
| 16/11/1997 | 日本     | 京都 | 草1600 | GI   | 一哩冠軍賽           | 57   | 武幸四郎 | 13   | 18   | 10   | 1:35.0 | 大樹快車            |
| 21/12/1997 | 日本     | 中山 | 草2500 | GI   | 有馬紀念             | 56   | 武幸四郎 | 9    | 16   | 5    | 2:35.5 | 御用律師            |
| 15/2/1998  | 日本     | 京都 | 草2200 | GII  | 京都紀念             | 57   | 武幸四郎 | 10   | 11   | 8    | 2:17.2 | 午夜博彩            |
| 8/3/1997   | 日本     | 阪神 | 草1600 | GII  | 讀賣盃               | 58   | 武幸四郎 | 2    | 11   | 2    | 1:33.9 | 星期天              |
| 16/5/1998  | 日本     | 東京 | 草1400 | GII  | 京王盃春季盃         | 58   | 武幸四郎 | 4    | 16   | 2    | 1:20.3 | 大樹快車            |
| 14/6/1997  | 日本     | 東京 | 草1600 | GI   | 安田紀念             | 58   | 武幸四郎 | 9    | 17   | 14   | 1:41.4 | 大樹快車            |
| 22/11/1998 | 日本     | 京都 | 草1600 | GI   | 一哩冠軍賽           | 57   | 武幸四郎 | 5    | 13   | 7    | 1:34.3 | 大樹快車            |
| 27/12/1998 | 日本     | 中山 | 草2500 | GI   | 有馬紀念             | 56   | 武幸四郎 | 7    | 16   | 16   | 2:36.4 | 草上飛              |

## 退役後
退役後，大隅鉅子成為了配種馬，於北海道靜內町（今新日高町）靜內Stallion Station休養，在1999年成為了配種馬。首批子嗣在2000年出生。首批子嗣可於2002年出賽。
其後被轉移至北海道日高町白井牧場，再被轉移至青森縣階上町World牧場。
2007年10月1日由配種馬退役，其後失去行蹤，但相信經已死亡。

## 血統簡介
父系最後大官爲愛爾蘭生產的法國賽駒，生涯戰績優秀，曾勝出一級賽育馬者盃一哩大賽及皇席錦標。祖父Try My Best為美國生產的愛爾蘭賽駒，曾勝出一級賽杜荷斯特錦標。
母系Doff the Derby為美國馬匹，生涯無出賽記錄，但繁殖成績極佳，除大隅鉅子外亦育有杜荷斯特錦標、葉森打吡和英皇喬治六世及皇后伊利沙伯鑽石錦標冠軍慷慨及愛爾蘭一千堅尼和英國橡樹大賽冠軍愛幻想。外祖父Master Derby為美國賽駒，生涯戰績優秀，曾於一級賽藍草錦標及必利時錦標中奪冠。

### 血統表
| 父線：北地舞人系（新北區系）                  |                              |                |                |
| 種馬 最後大官 1983年（深棗色）                | Try My Best 1975年（棗色）   | 北地舞人       | 新北區         |
| 種馬 最後大官 1983年（深棗色）                | Try My Best 1975年（棗色）   | 北地舞人       | Natalma        |
| 種馬 最後大官 1983年（深棗色）                | Try My Best 1975年（棗色）   | Sex Appeal     | Buckpasser     |
| 種馬 最後大官 1983年（深棗色）                | Try My Best 1975年（棗色）   | Sex Appeal     | Best in Show   |
| 種馬 最後大官 1983年（深棗色）                | Mill Princess 1977年（棗色） | 水車礁石       | Never Bend     |
| 種馬 最後大官 1983年（深棗色）                | Mill Princess 1977年（棗色） | 水車礁石       | Milan Mill     |
| 種馬 最後大官 1983年（深棗色）                | Mill Princess 1977年（棗色） | Irish Lass     | Sayajirao      |
| 種馬 最後大官 1983年（深棗色）                | Mill Princess 1977年（棗色） | Irish Lass     | Scollata       |
| 繁殖雌馬 Doff the Derby 1981年（棗色）        | Master Derby 1972年（栗色）  | Dust Commander | Bold Commander |
| 繁殖雌馬 Doff the Derby 1981年（棗色）        | Master Derby 1972年（栗色）  | Dust Commander | Dust Storm     |
| 繁殖雌馬 Doff the Derby 1981年（棗色）        | Master Derby 1972年（栗色）  | Madam Jerry    | Royal Coinage  |
| 繁殖雌馬 Doff the Derby 1981年（棗色）        | Master Derby 1972年（栗色）  | Madam Jerry    | Our Kretchen   |
| 繁殖雌馬 Doff the Derby 1981年（棗色）        | Margarethen 1962年（棗色）   | Tulyar         | Tehran         |
| 繁殖雌馬 Doff the Derby 1981年（棗色）        | Margarethen 1962年（棗色）   | Tulyar         | Neocracy       |
| 繁殖雌馬 Doff the Derby 1981年（棗色）        | Margarethen 1962年（棗色）   | Russ-Marie     | Nasrullah      |
| 繁殖雌馬 Doff the Derby 1981年（棗色）        | Margarethen 1962年（棗色）   | Russ-Marie     | Marguery       |
| 雌系：Margarthen系（號族：4-n）               |                              |                |                |
| 五代內近親交配：Nasrullah 5×4、Nearco 5×5×5×5 |                              |                |                |

## 命名由來
名字中，Osumi（オースミ）為馬主山路秀則冠名，出自其出身地鹿兒島縣大隅半島，Tycoon（タイクーン）則繼承自父系最後大官之名字，香港取其意思，翻譯為「鉅子」。

## 外部連結
- 大隅鉅子 netkeiba.com （页面存档备份，存于）
- 血統表 （页面存档备份，存于）